# Spiridon Kolokotronis
Spiridon Kolokotronis, gr. Σπυρίδων Κολοκοτρώνης (ur. 12 grudnia 1932 w Larisie) – grecki polityk, od 1985 do 1989 poseł do Parlamentu Europejskiego II kadencji.

## Życiorys
Zaangażował się w działalność polityczną w ramach Ogólnogreckiego Ruchu Socjalistycznego. W 1984 kandydował do Parlamentu Europejskiego, mandat uzyskał 28 stycznia 1985 w miejsce Manolisa Glezosa. Przystąpił do Grupy Socjalistycznej. Został wiceprzewodniczącym Komisji ds. Energii, Badań Naukowych i Technologii (1987–1989), należał także m.in. do Komisji ds. Kwestii Prawnych i Praw Obywatelskich.